# Flower (음악 그룹)
Flower(플라워)는 일본의 여성 댄스&보컬 그룹이다. 소속 사무소는 LDH 레이블은 Sony Music Associated Records.

## 약력
2010년 4월 1일, 예능 사무소 LDH가 운영하는 댄스 스쿨 EXPG로부터, 미즈노 에리나, 나카지마 미오, 후지이 슈카, 시게토메 마나미의 4명이서 댄스 유닛으로서 결성. EXILE의 라이브 투어에 서포트 멤버로서 참가하는 등 활동을 개시한다.
2011년 4월, E-girls의 멤버로서도 활동한다. 7월, 〈VOCAL BATTLE AUDITION 3〉에서 약 3만 명 중에서 선택된 5명, 와시오 레이나, 무토 치하루, 이치키 쿄카, 반도 노조미, 사토 하루미의 가입을 발표. 댄스&보컬 유닛으로 다시 태어났다. 10월 12일, 오디션의 과제곡이기도 했던 〈Still〉로 데뷔.
2013년, 〈FLOWER〉에서 〈Flower〉로 표기가 변경되었다. 7월 2일부터 〈Happiness vs Flower〉의 대결 기획으로 2그룹이 각자 무사무행 투어를 행해, 8월 7일에 싱글을 같은 날 발매하였다(Flower가 승리). 10월 18일, 미즈노가 배우업에 전념하기 위해 탈퇴했다. 12월 25일, 시게토메가 리더에 취임했다.
2014년 10월 12일, 무토가 해외 유학으로 탈퇴하는 것이 발표되었다. 11월 13일, 싱글 발매 이벤트를 갖고 정식으로 탈퇴해 소속 사무소 LDH도 퇴사했다.
2015년 6월 5일 ~ 7월 10일, 첫 단독 투어 〈Flower LIVE TOUR 2015 “꽃시계”〉를 전국 다섯 도시에서 개최했다. 10월 7일, 이치키가 연예 활동 은퇴로 탈퇴하는 것을 발표.
2017년 12월 31일, 후지이가 연예 활동 은퇴로 탈퇴하는 것을 발표.
2019년 9월 20일, 나카지마가 도가시 게이맨와의 결혼과 출산으로 연예 활동 은퇴를 발표. 동시에 그룹도 동년을 기해 해산하는 것을 발표.

## 구성원
| 이름            | 담당                  | 비고                                                |
| --------------- | --------------------- | --------------------------------------------------- |
| 시게토메 마나미 | 리더 퍼포머           | - 重留真波 (1994년 12월 11일 ~ ) - 미야자키현 출신. |
| 나카지마 미오   | 퍼포머                | - 中島美央 (1993년 11월 23일 ~ ) - 오사카부 출신.   |
| 와시오 레이나   | 보컬 퍼포머           | - 鷲尾伶菜 (1994년 1월 20일 ~ ) - 사가현 출신.      |
| 사토 하루미     | 퍼포머                | - 佐藤晴美 (1995년 6월 8일 ~ ) - 야마가타현 출신.   |
| 반도 노조미     | 퍼포머 E-girls2대리더 | - 坂東希 (1997년 9월 4일 ~ ) - 도쿄도 출신.         |

## 음반 목록

### 싱글
| #  | 발매일           | 타이틀                                                                         | 최고 순위 |
| -- | ---------------- | ------------------------------------------------------------------------------ | --------- |
| 1  | 2011년 10월 12일 | Still                                                                          | 5위       |
| 2  | 2012년 2월 29일  | SAKURAリグレット SAKURA 리그렛                                                 | 12위      |
| 3  | 2012년 8월 22일  | forget-me-not 〜ワスレナグサ〜 forget-me-not ~물망초~                          | 13위      |
| 4  | 2012년 11월 28일 | 恋人がサンタクロース 연인이 산타클로스                                         | 10위      |
| 5  | 2013년 8월 7일   | 太陽と向日葵 태양과 해바라기                                                   | 5위       |
| 6  | 2013년 12월 25일 | 白雪姫 백설 공주                                                               | 3위       |
| 7  | 2014년 6월 11일  | 熱帯魚の涙 열대어의 눈물                                                       | 5위       |
| 8  | 2014년 11월 12일 | 秋風のアンサー 가을 바람의 앤서                                                | 3위       |
| 9  | 2015년 2월 18일  | さよなら、アリス/TOMORROW～しあわせの法則～ 안녕, 앨리스/TOMORROW~행복의 법칙~ | 7위       |
| 10 | 2015년 4월 29일  | Blue Sky Blue                                                                  | 6위       |
| 11 | 2015년 12월 16일 | 瞳の奥の銀河 눈동자 속의 은하                                                  | 2위       |
| 12 | 2016년 6월 1일   | やさしさで溢れるように 상냥함이 넘쳐나도록                                     | 2위       |
| 13 | 2017년 1월 11일  | モノクロ/カラフル 모노크로/컬러풀                                              | 2위       |

### 앨범

#### 오리지널 앨범
| # | 발매일          | 타이틀        | 최고 순위 |
| - | --------------- | ------------- | --------- |
| 1 | 2014년 1월 22일 | Flower        | 3위       |
| 2 | 2015년 3월 4일  | 花時計 꽃시계 | 2위       |

#### 베스트 앨범
| # | 발매일          | 타이틀                      | 최고 순위 |
| - | --------------- | --------------------------- | --------- |
| 1 | 2016년 9월 14일 | THIS IS Flower THIS IS BEST | 1위       |

### 참가 작품
| 발매일          | 곡명                 | 수록된 작품                                                                        |
| --------------- | -------------------- | ---------------------------------------------------------------------------------- |
| 2013년 10월 2일 | 初恋 첫사랑          | E-girls 〈미안해요의 Kissing You〉                                                 |
| 2014년 3월 26일 | 何度でも 몇 번이라도 | DREAMS COME TRUE 《나와 도리카무 -DREAMS COME TRUE 25th ANNIVERSARY BEST COVERS-》 |